# Godarville
Godarville (wa. Godarveye) – dzielnica (section) gminy Chapelle-lez-Herlaimont w Belgii, w Regionie Walońskim, w prowincji Hainaut, w okręgu Charleroi. 1 stycznia 2020 roku liczyła 10 928 mieszkańców. Do 31 grudnia 1976 samodzielna gmina.

## Demografia
Liczba mieszkańców, stan na 1 stycznia:
| Rok                | 1930 | 1947   | 1961   | 2020   |
| ------------------ | ---- | ------ | ------ | ------ |
| Liczba mieszkańców | 9815 | 10 018 | 11 010 | 10 928 |